# ژان-بتیست بیو
ژان-بتیست بیو (فرانسوی: Jean-Baptiste Biot‎؛ زاده ۲۱ آوریل ۱۷۷۴ - درگذشته ۳ فوریه ۱۸۶۲) یک فیزیک‌دان، مهندس عمران، ریاضی‌دان و عینک‌ساز اهل فرانسه بود.